# Eyal Ben-Ari
Eyal Ben-Ari és un professor d'Antropologia i Sociologia en la Universitat Hebrea de Jerusalem. Autor, entre d'altres, de Mastering Soldiers: Conflict, Emotions and the Enemy in an Israeli Military Unit (Oxford, Berhahn Books, 1998), i editor de War, Politics and Society in Israel: Theoretical and Comparative Perspectives (New Brunswick, Transaction Publishers, 2001).